# Paul Kyung Sang Lee
Paul Kyung Sang Lee (koreanisch: 이경상 바오로, * 1. November 1960 in Seoul) ist ein südkoreanischer römisch-katholischer Geistlicher und Weihbischof in Seoul.

## Leben
Paul Kyung Sang Lee studierte Philosophie und Theologie am Priesterseminar in Seul und empfing am 12. Februar 1988 das Sakrament der Priesterweihe für das Erzbistum Seoul.
Nach der Priesterweihe war er zunächst in der Pfarrseelsorge tätig und studierte anschließend von 1990 bis 1995 Kanonisches Recht in Rom, wo er an der Päpstlichen Lateranuniversität promoviert wurde. Nach der Rückkehr in die Heimat war er Pfarrer in zwei Pfarreien. Von 2001 bis 2004 war er Exekutivsekretär der medizinischen Fakultät der Katholischen Universität von Korea und von 2004 bis 2009 Exekutivsekretär der Stiftung für die katholische Bildung. Von 2009 bis 2011 war er Seelsorger am katholischen medizinischen Zentrum von Seoul, dessen Vizepräsident er anschließend bis 2013 war. Von 2013 bis 2022 war er Generalsekretär der Stiftung für die katholische Bildung. Ab 2018 war er Offizial des Erzbistums Seoul und ab 2022 zusätzlich Pfarrer in Gaepo-dong.
Papst Franziskus ernannte ihn am 24. Februar 2024 zum Titularbischof von Germania in Numidia und zum Weihbischof in Seoul. Erzbischof Peter Chung Soon-taek OCD spendete ihm am 11. April desselben Jahres in der Kathedrale des Erzbistums Seoul die Bischofsweihe. Mitkonsekrator war dessen Amtsvorgänger Andrew Kardinal Yeom Soo-jung.